# 薬師台 (町田市)
薬師台（やくしだい）は、東京都町田市にある町名。現行行政地名は薬師台一丁目から三丁目。郵便番号は195-0073。

## 地理

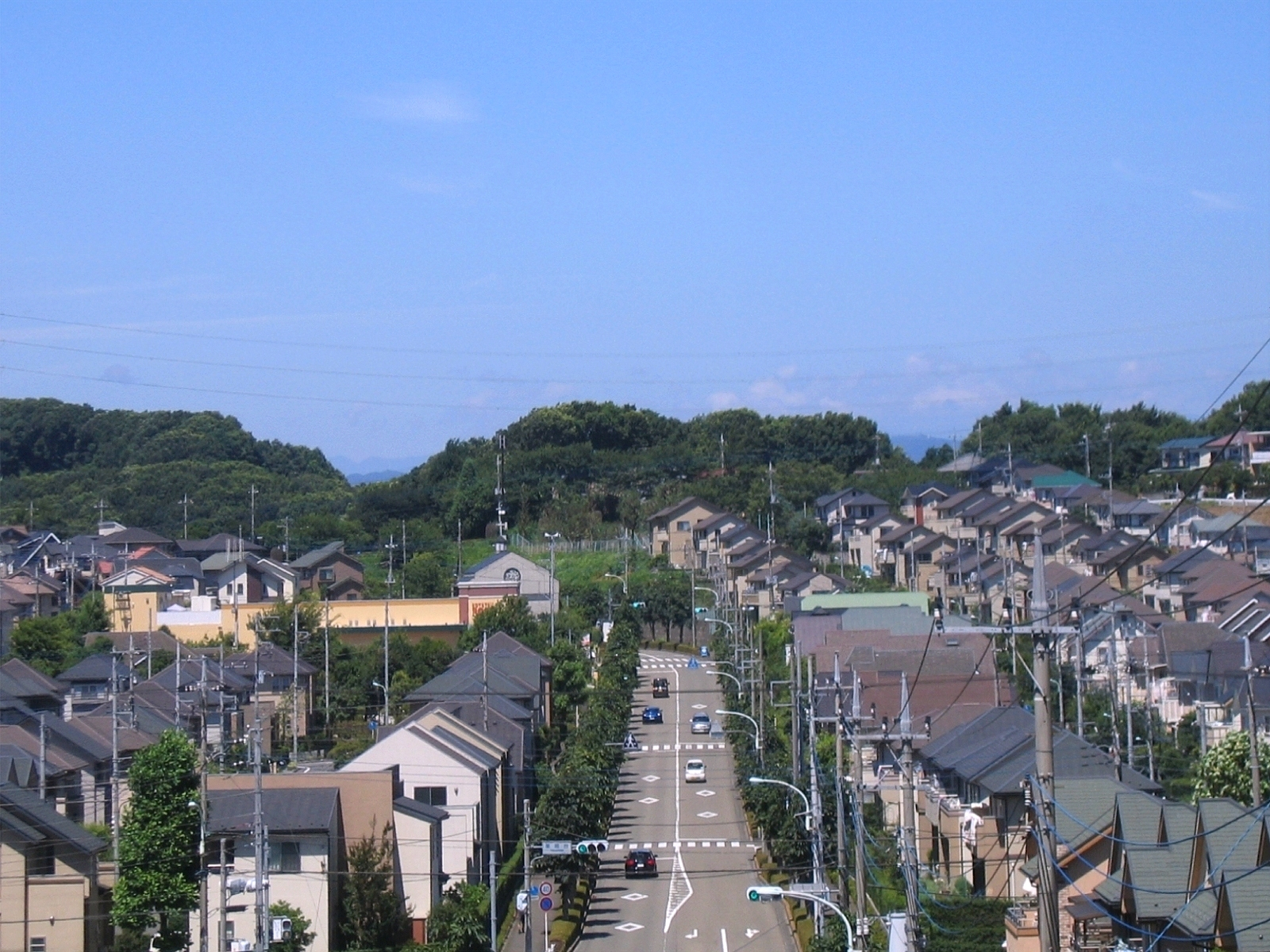
榛名坂遊歩橋から見た薬師台

町田市の中央部に位置し、薬師池公園の東側の高台に広がる閑静な戸建住宅地。
街の東西には薬師金井通り（町田3・4・15号線）が走り、南北には薬師台通り（町田3・4・35号線）が走る。
東には金井三丁目（榛名坂ヒルズ）、南には金井一丁目（日の出が丘）、西と北には野津田町（袋ヶ丘、山王ガーデンシティ）、金井町と接する。

## 景観

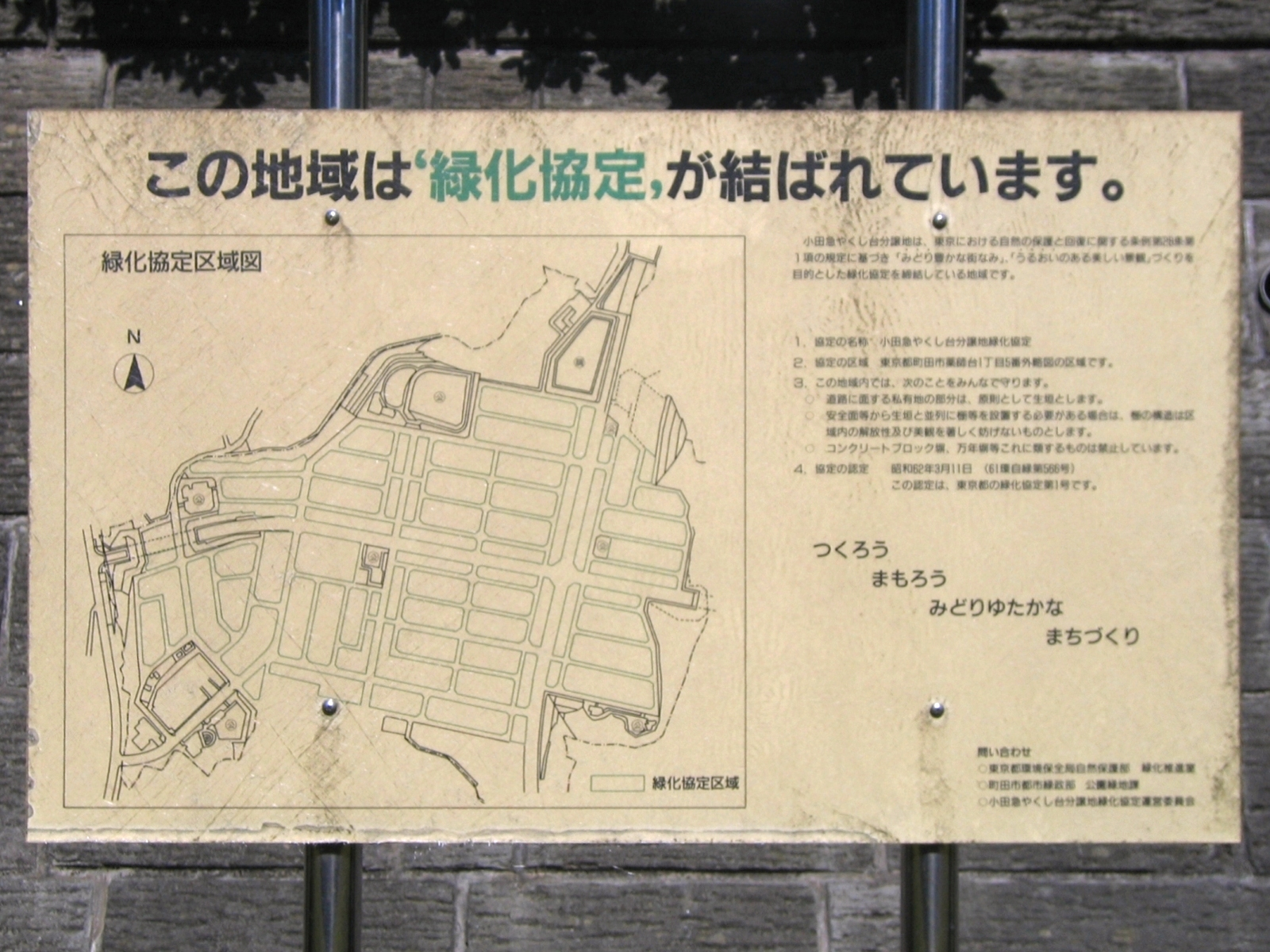
緑化協定に関する掲示

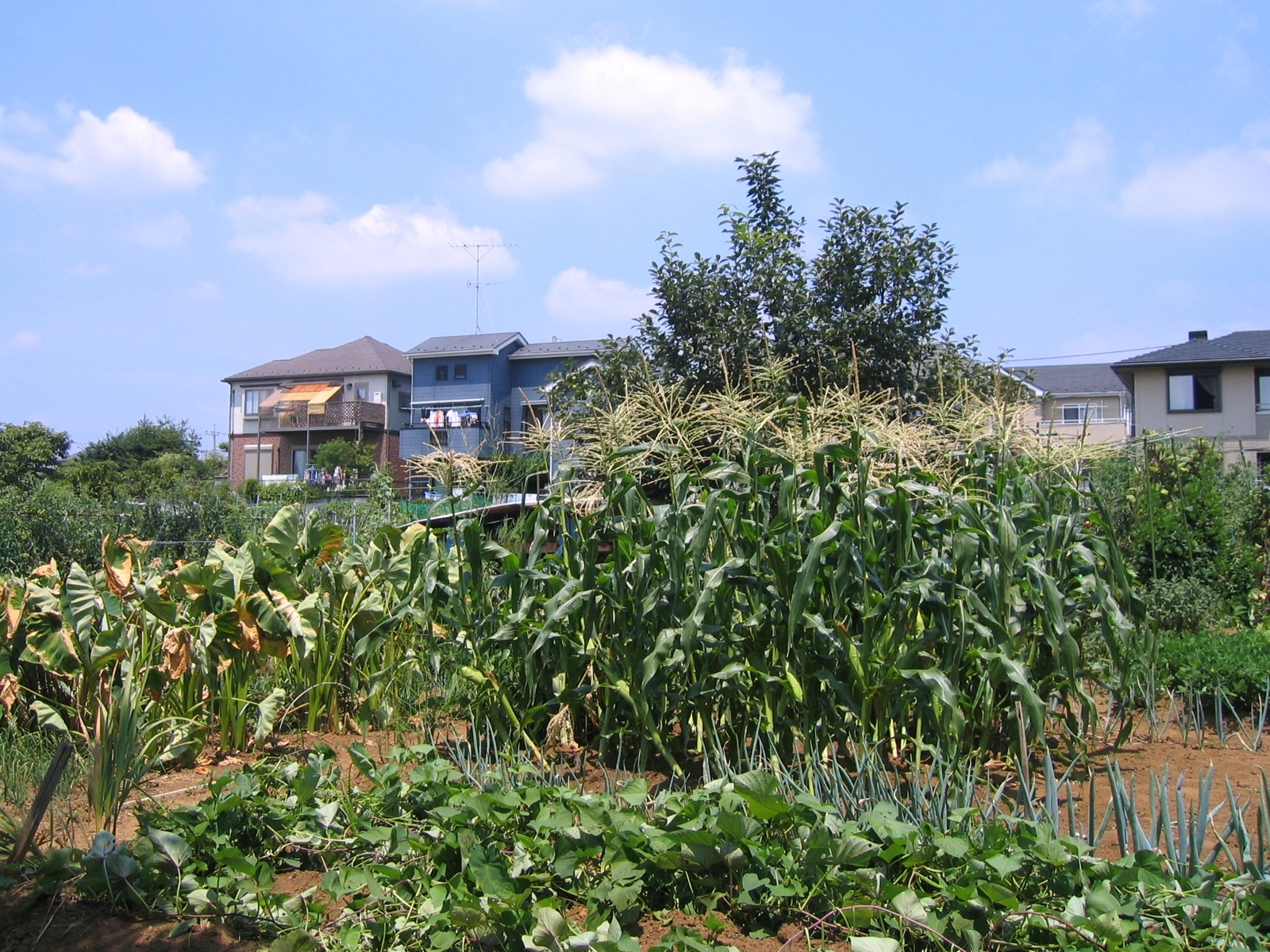
薬師台一丁目に残っている畑

薬師台は景観法第8条および町田市景観条例に基づく「景観計画」により、鶴川地域の他の住宅地とともに、多摩丘陵の丘陵地で起伏に富んだ地域の特徴を生かし、「尾根の緑に包まれた住宅地の景観づくり」がテーマと定められている。
東は金井関山川島緑地と金井3丁目緑地、南は薬師台けやき公園と薬師台かしの木公園、西は鎌倉街道沿いの尾根の緑地と町田リス園と薬師台はにわ公園と薬師台とんがり帽子公園、北は薬師台1号緑地と山王塚公園、など緑地と公園に囲まれ、街の南北に緑歩道（遊歩道）が走る。
現在でも薬師台一丁目には畑が残っている。
東京都の緑化協定第1号として認定された。
緑化協定により各住宅地の道路に面している部分は生垣と定められている。
建築協定により、主に薬師台二丁目と三丁目では屋外にテレビアンテナの設置は不可。

## 歴史
薬師台の宅地開発の前の遺跡調査により、川島谷遺跡群、金井関山遺跡群、長谷戸遺跡で縄文時代～平安時代の陥穴、炉穴、土坑、竪穴建物、掘立柱建物などの遺構が検出された   。特に、現在の薬師台一丁目で長谷戸遺跡から草創期中頃の爪形文土器の小破片が出土し復元された。また、現在の薬師台二丁目と三丁目で川島谷遺跡群から平安時代を中心に合計40棟以上の建物跡が検出された。
飛鳥時代には、武蔵国が成立し、現在の薬師台を含む地域は多摩郡に属した。平安時代～室町時代前半は、小山田庄に属した。
戦国期には北条氏の領地になり、豊臣政権による小田原征伐（1590年（天正18年））の後は徳川家康の領地になり、江戸時代には江戸幕府の直轄地（天領）と旗本の知行地を繰り返した。
現在の薬師台一丁目の大部分は金井村に属し、江戸時代から長谷堀（はせぼり）という用水路があり、その周りには畑が広がっていた。北側と北東側は山林であった。現在の薬師台二丁目と三丁目の大部分は野津田村に属し、用水路があり、その周りには田畑があった。他の部分は山林であった。

### 沿革
- 1868年（慶応4年, 明治元年) - 武蔵知県事の直轄、東京府になり、神奈川県に移管。
- 1889年（明治22年）4月 - 村合併で神奈川県南多摩郡鶴川村が誕生。
- 1893年（明治26年）4月 - 南多摩郡が東京府に移管。
- 1943年（昭和18年）7月 - 東京都制で東京都南多摩郡鶴川村。
- 1958年（昭和33年）2月 - 町村合併で町田市が誕生。
- 1981年（昭和56年）5月 - 鶴川第三土地の宅地造成工事が開始。
- 1986年（昭和61年）
  - 住宅地の分譲開始（薬師台一丁目は主に共和宅建開発(熊谷組)により開発・分譲され、薬師台二丁目と三丁目は小田急グループにより開発・分譲された）。
  - 3月1日 - 金井町と野津田町の一部より薬師台一～三丁目を新設[13][14]。
- 1987年（昭和62年）3月11日 - 東京都の緑化協定第1号の認定。
- 1994年（平成6年）1月15日 - 金井町の一部を薬師台三丁目に編入[15]。
- 2020年（令和2年）7月25日 - 町田リス園を薬師台一丁目に編入[16]。

## 「やくし台」
「薬師」の部分をひらがな書きにした「やくし台」は、主に薬師台二丁目と三丁目で小田急グループが開発した宅地、販売する分譲住宅などを言及するのに用いられている（「やくし台」の文字を含む図形が小田急不動産によって商標登録されている ）。また、薬師台で主に小田急が開発した地域を「やくし台」と呼ぶこともある。
過去には「やくし台センター」という小田急不動産の建物が薬師台三丁目に存在し、不動産の案内・販売を行なっていた。現在やくし台センターは存在しないが、跡地付近にあるバス停には今でもこの「やくし台センター」の名前が使われている。

## 世帯数と人口
2018年（平成30年）1月1日現在の世帯数と人口は以下の通りである。
| 丁目         | 世帯数    | 人口    |
| ------------ | --------- | ------- |
| 薬師台一丁目 | 280世帯   | 669人   |
| 薬師台二丁目 | 382世帯   | 1,107人 |
| 薬師台三丁目 | 423世帯   | 1,121人 |
| 計           | 1,085世帯 | 2,897人 |

## 小・中学校の学区
市立小・中学校に通う場合、学区は以下の通りとなる。
| 丁目         | 番地 | 小学校               | 中学校             |
| ------------ | ---- | -------------------- | ------------------ |
| 薬師台一丁目 | 全域 | 町田市立藤の台小学校 | 町田市立薬師中学校 |
| 薬師台二丁目 | 全域 | 町田市立藤の台小学校 | 町田市立薬師中学校 |
| 薬師台三丁目 | 全域 | 町田市立藤の台小学校 | 町田市立薬師中学校 |

## 交通

### 路線バス
小田急小田原線の町田駅と鶴川駅から神奈川中央交通のバスがある。
町田駅から
- 町田駅停留所から町53系統か町55系統で薬師池停留所で下車。
- 町田バスセンターから町37系統でやくし台二丁目停留所、やくし台三丁目停留所または終点のやくし台センター停留所下車。
- 町田バスセンターから深夜バスの町61系統でやくし台二丁目停留所、やくし台三丁目停留所またはやくし台センター停留所下車。

鶴川駅から
- 鶴57系統でやくし台三丁目停留所または終点のやくし台センター停留所下車。
- 鶴66系統で山王ガーデン入口停留所で下車。
- 町53系統で薬師池停留所で下車。

### 道路
東京都道18号府中町田線（鎌倉街道）から

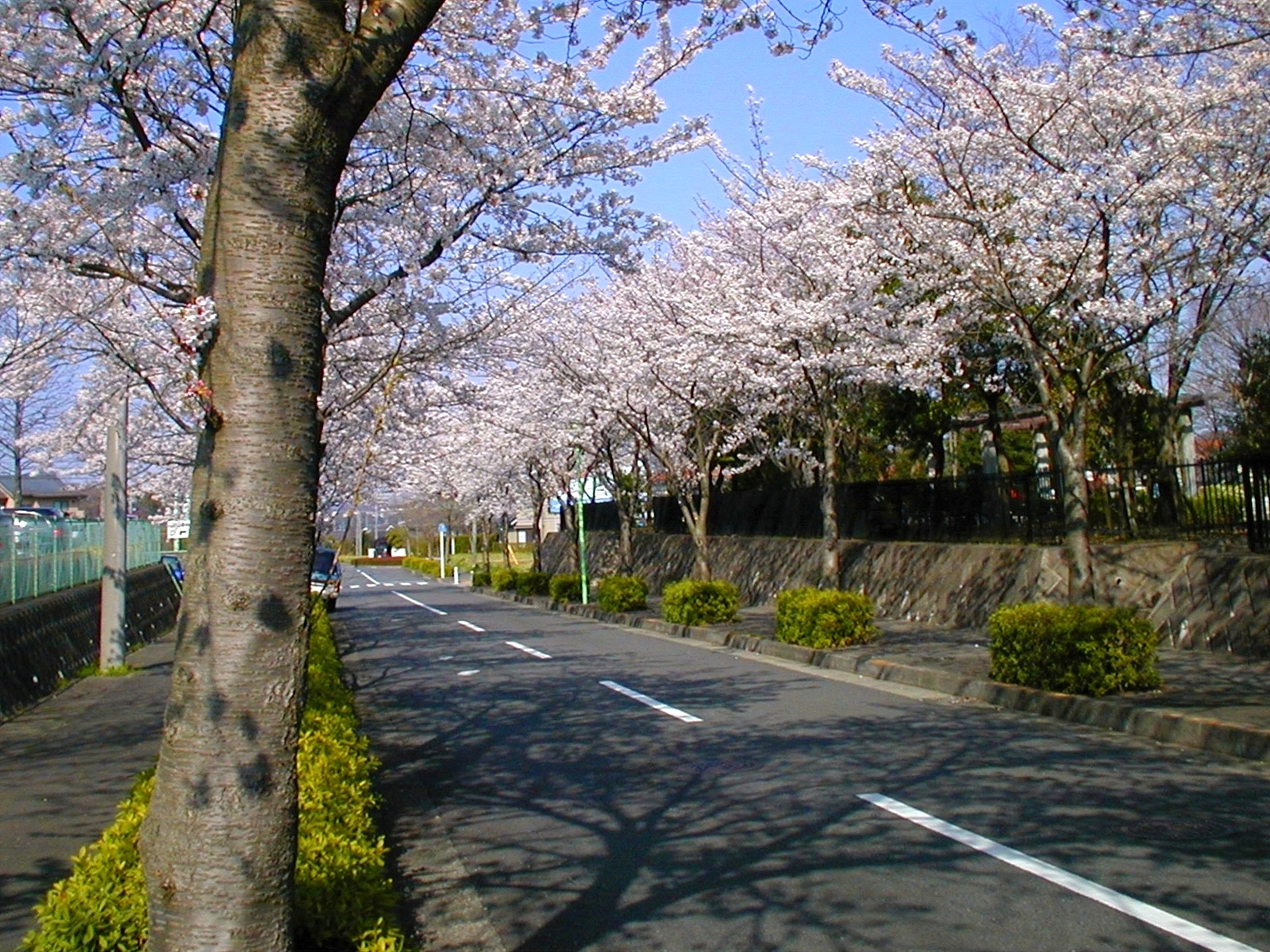
町田リス園横の桜並木

- 薬師台入口の丁字路交差点から薬師金井通り（町田3・4・15号線）を東に進み薬師隋道を抜け街に入る。
- 薬師池公園の丁字路交差点から町田リス園横の桜並木の市道を北東に進み街に入る。

東京都道3号世田谷町田線（鶴川街道）から
- 金井一丁目の十字路交差点から薬師台通り（町田3・4・35号線）を北に進み街に入る。
- 金井東の丁字路交差点から薬師金井通りを西に進み街に入る。

神奈川県道・東京都道57号相模原大蔵町線（芝溝街道）から
- 大蔵町の十字交差点から薬師台通りを南に進み街に入る。
- 綾部の十字交差点から山王通りを南に進み街に入る。

## 施設
商業
- そうてつローゼン薬師台店

病院

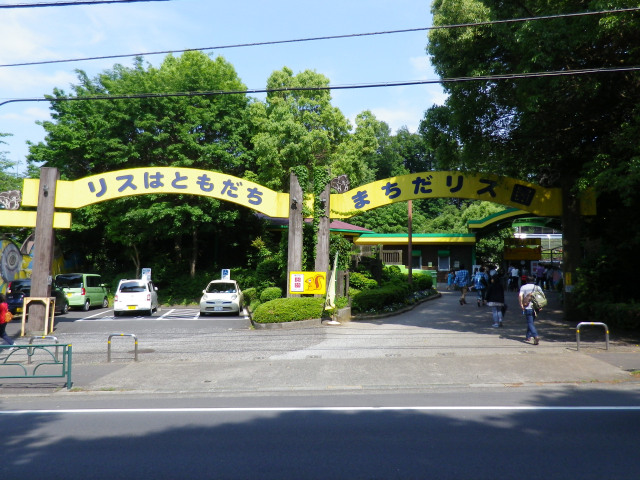
町田リス園

- 薬師台メディカルTERRACE（医療モール）

動物園
- 町田リス園

公園・緑地
- 山王塚公園
- 金井関山川島緑地
- 薬師台とんがり帽子公園
- 薬師台はにわ公園